# 로아르 우테우
로아르 우테우(노르웨이어: Roar Uthaug, 1973년 8월 25일 ~ )는 노르웨이의 영화 감독이다. 2018년 개봉 예정인 영화 《툼 레이더》의 감독으로 내정되었다.

## 연출 작품
- 트롤의 습격 (2022)
- 툼레이더 (2018)
- 더 웨이브 (2015)
- 이스케이프 : 생존을 위한 탈출 (2012)
- 매직 실버 (2009)
- 프릿 빌트 2 (2008)
- 프릿 빌트 (2006)